# Mania wielkości (film)

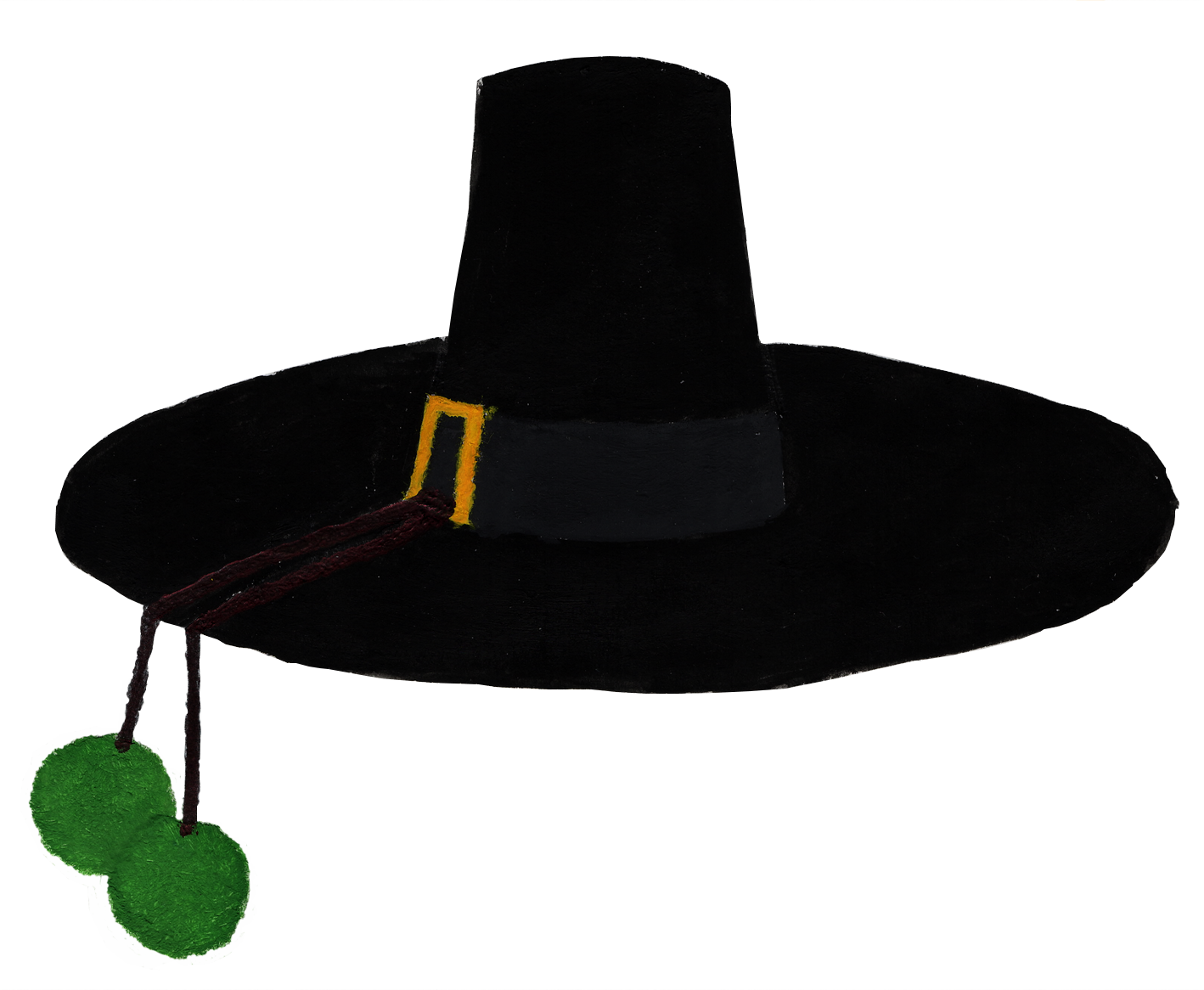
Czapka Don Salluste’a

Mania wielkości (fr. La folie des grandeurs) – francusko-hiszpańsko-włosko-erefenowska komedia kostiumowa z 1971 roku w reżyserii Gérarda Oury, na podst. dramatu Victora Hugo z 1838 o tytule Ruy Blas, opowiadającym o miłości zwykłego poddanego do pięknej królowej.
Pierwotny tytuł filmu brzmiał Les Sombres Heros, a scenariusz przewidziany był dla Louisa de Funèsa i Bourvila. Jednakże po śmierci tego ostatniego we wrześniu 1970, reżyser zmienił tytuł i fabułę, a rolę Blaza powierzył Yves'owi Montand.
Większość scen filmu kręcona była w Hiszpanii, ekipa filmowa wykorzystała krajobrazy i zabytki Grenady (Alhambra), Almerii, Barcelony, Toledo, Segowii, Madrytu i Sewilli. Pozostałe w studiu w Saint-Maurice we Francji.

## Fabuła
Akcja filmu rozgrywa w XVII-wiecznej Andaluzji. Poborca podatkowy króla Hiszpanii jest wyjątkową kanalią. Urzędników skarbowych nikt z reguły nie darzy miłością, ale krwiopijca don Salluste (Louis de Funès), daje szczególnie dużo powodów do nienawiści. Pędzi on w swej karocy przez pełne kurzu drogi w towarzystwie ubranych na czarno jeźdźców. Jego pojawienie się budzi przerażenie wśród mijanych chłopów, gdyż Salluste okrutnie ich gnębi i pozbawia ostatniego grosza.
W ślad za nim podąża jego pomocnik, Blaze (Yves Montand), człowiek o dobrym sercu, będący całkowitym przeciwieństwem bezwzględnego poborcy, który kocha nie tylko uciemiężonych podatników ale i młodą królową. Królowa, nie znająca hiszpańskiego, jasnowłosa Niemka z Bawarii, czuje się na hiszpańskim dworze osamotniona. Król często wyjeżdża zostawiając ją na pastwę surowej ochmistrzyni.
Tymczasem na dworze wybucha skandal. Jedna z dam dworu oskarża don Salluste’a o uwiedzenie jej, czego dowodem ma być demonstrowane publicznie niemowlę. Nie wydaje się, by poborca miał jakieś szanse być faktycznym ojcem bobasa, niemniej zostaje uznany winnym i srodze ukarany. Jego majątek zostaje skonfiskowany, ordery i przywileje odebrane, a Salluste wypędzony z dworu. Żeby tego było mało, zmuszony jest dodatkowo złożyć śluby czystości i ubóstwa.
Poborca przysięga zemstę. Odnajduje swego krewniaka Cesara, niebieskiego ptaka i drobnego łotrzyka i proponuje mu układ. Salluste pomoże mu odzyskać utracone szlachectwo, w zamian za co młodzian uwiedzie królową. Poborca powiadomi króla, że jest on rogaczem, król wygna niewierną małżonkę i przywróci swego dobroczyńcę, don Salluste’a do łask. Bratanek, czego łatwo się spodziewać, odmawia wujowi. Za karę zostaje więc sprzedany w niewolę afrykańskim Berberom.
Salluste nie rezygnuje ze spisku. Miejsce Cesara ma w nim zająć służący Blaze. Przedstawia go na dworze jako Cesara, który dopiero co wrócił z Ameryki. Cesar-służący zyskuje zaufanie królewskiej pary, odkrywając przez przypadek antypaństwowy spisek. W nagrodę dostaje Order Złotego Runa i zostaje mianowany ministrem finansów. Ma zatem możliwość zbliżenia się do swej ukochanej królowej.
Don Salluste obserwuje wszystko z daleka. Jego plan zostaje jednak poważnie zagrożony, gdyż przeciw nowemu ministrowi szykowany jest zamach. Salluste musi działać. Aby nic nie spaliło na panewce, za pomocą gadającej papugi chce umówić Cesara z królową w jednej z miejskich gospód i anonimowo powiadomić o tym króla. Ptak jednak myli okna, wlatuje tam gdzie nie powinien i wywołuje nowe kłopoty. W dodatku niespodziewanie z Afryki powraca prawdziwy Cesar.

## Obsada
- Louis de Funès – Don Salluste de Bazan, markiz Montalegre i baron del Pisco
- Yves Montand – Blaze
- Karin Schubert – królowa Hiszpanii
- Alberto de Mendoza – król Hiszpanii
- Bernard Woringer – król Hiszpanii (głos)
- Alice Sapritch – ochmistrzyni Dona Juana
- Jaime de Mora y Aragón – grand Hiszpanii markiz de Priego
- Jean-Henri Chambois – grand Hiszpanii markiz de Priego (głos)
- Eduardo Fajardo – grand Hiszpanii Cortega
- Antonio Pica – grand Hiszpanii książę Los Montès
- Jean Martinelli – grand Hiszpanii książę Los Montès (głos)
- Joaquín Solís – grand Hiszpanii książę Sandoval
- Venantino Venantini – grand Hiszpanii markiz Del Basto
- Jean-Pierre Duclos – grand Hiszpanii markiz Del Basto (głos)
- Gabriele Tinti – Don Cesar
- Dominique Paturel – Don Cesar (głos)
- Paul Préboist – Niemowa
- Salvatore Borgese – Jednooki
- Roger Carel –
  - Jednooki (głos),
  - berberyjski szejk (głos)
  - wielbłąd (głos)
- Lita Recio – gadająca papuga don Salluste’a (głos)
- Léopoldo Triestre – Guiseppe
- Gérard Hernandez – Guiseppe (głos)
- Robert Le Béal – szambelan
- Astrid Frank – dama dworu oskarżająca don Salluste’a o ciążę
- Clément Michu – lokaj-jąkała
- Xan das Bolas – berberyjski szejk
- Ricardo Palacios – kucharz na przyjęciu urodzinowym Blaze
- Pierre Colle – kucharz na przyjęciu urodzinowym Blaze (głos)
- La Polaca – tancerka na przyjęciu urodzinowym Blaze
- Ángel Álvarez – notabl wioski
- Georges Chamarat – notabl wioski (głos)
- Jesús Tordesillas – baron rozmawiający o podatkach
- Paul Villé – baron rozmawiający o podatkach (głos)